# HSPB8
HSPB8 (англ. Heat shock protein family B (small) member 8) – білок, який кодується однойменним геном, розташованим у людей на короткому плечі 12-ї хромосоми. Довжина поліпептидного ланцюга білка становить 196 амінокислот, а молекулярна маса — 21 604.
| 10         |  | 20         |  | 30         |  | 40         |  | 50         |
| ---------- |  | ---------- |  | ---------- |  | ---------- |  | ---------- |
| MADGQMPFSC |  | HYPSRLRRDP |  | FRDSPLSSRL |  | LDDGFGMDPF |  | PDDLTASWPD |
| WALPRLSSAW |  | PGTLRSGMVP |  | RGPTATARFG |  | VPAEGRTPPP |  | FPGEPWKVCV |
| NVHSFKPEEL |  | MVKTKDGYVE |  | VSGKHEEKQQ |  | EGGIVSKNFT |  | KKIQLPAEVD |
| PVTVFASLSP |  | EGLLIIEAPQ |  | VPPYSTFGES |  | SFNNELPQDS |  | QEVTCT     |

A: Аланін

C: Цистеїн

D: Аспарагінова кислота

E: Глутамінова кислота

F: Фенілаланін

G: Гліцин

H: Гістидин

I: Ізолейцин

K: Лізин

L: Лейцин

M: Метіонін

N: Аспарагін

P: Пролін

Q: Глутамін

R: Аргінін

S: Серин

T: Треонін

V: Валін

W: Триптофан

Кодований геном білок за функціями належить до шаперонів, фосфопротеїнів. 
Задіяний у такому біологічному процесі, як відповідь на стрес. 
Локалізований у цитоплазмі, ядрі.